# Prachovice

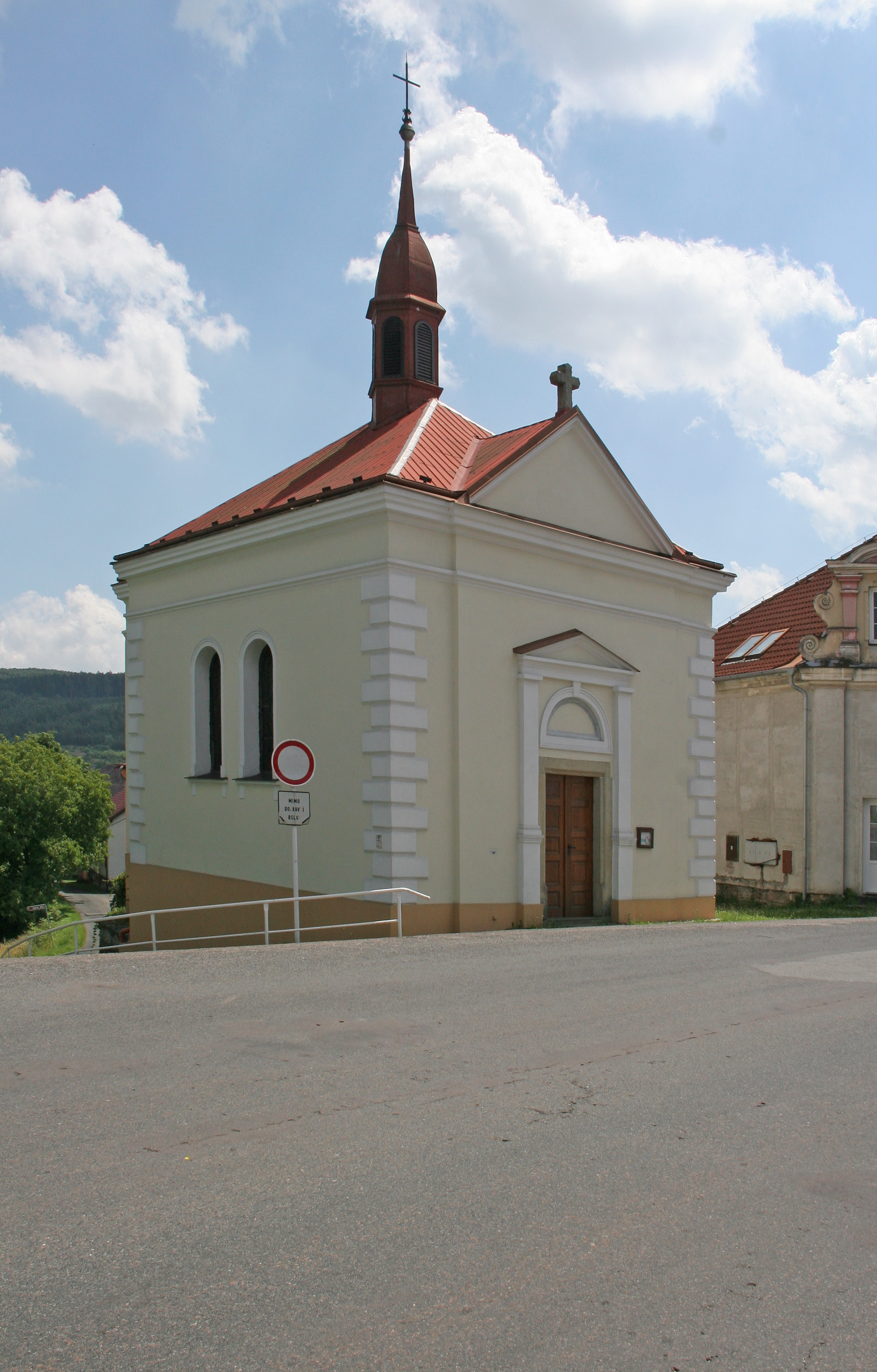
Kapelle Mariä Himmelfahrt

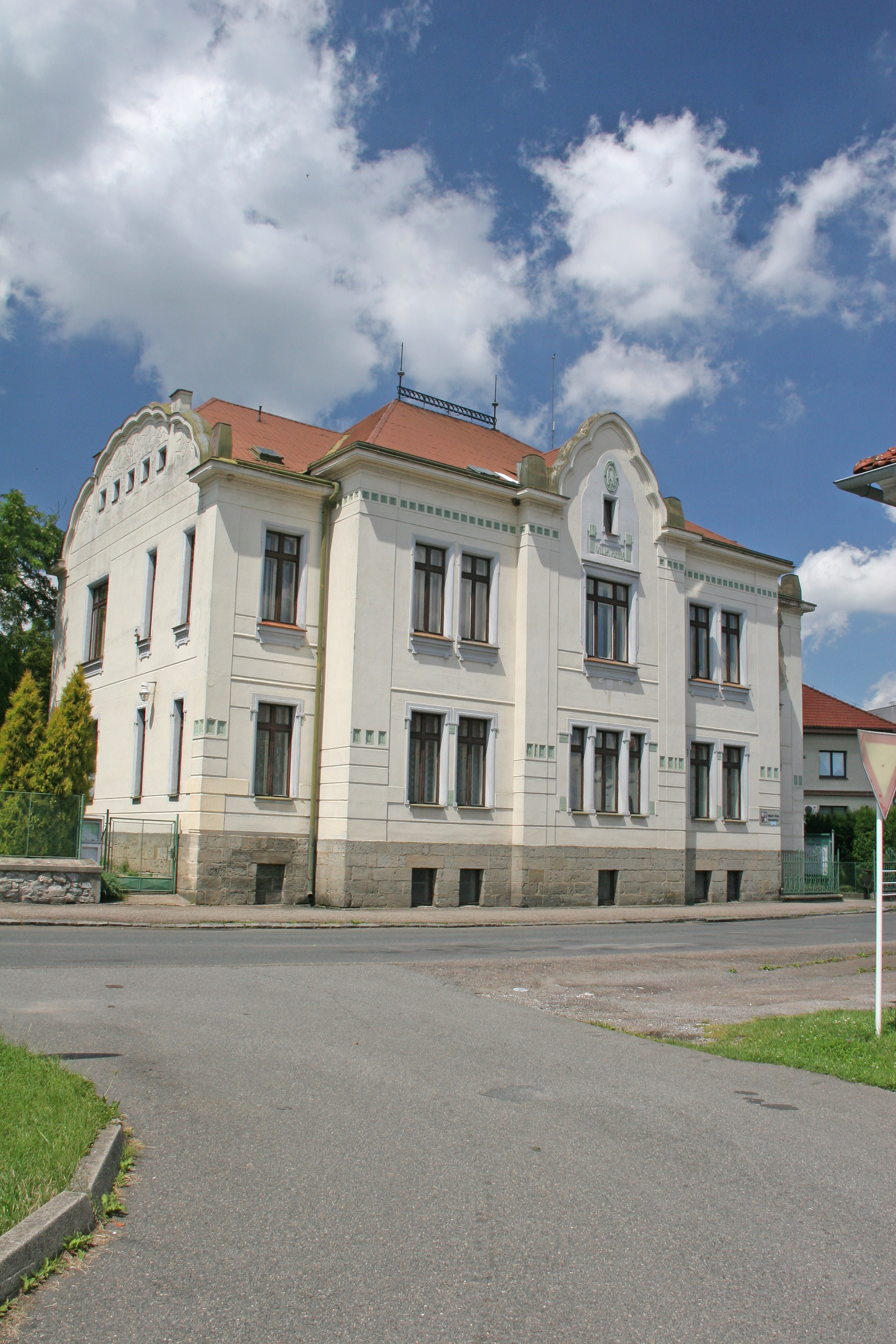
Gemeindeamt

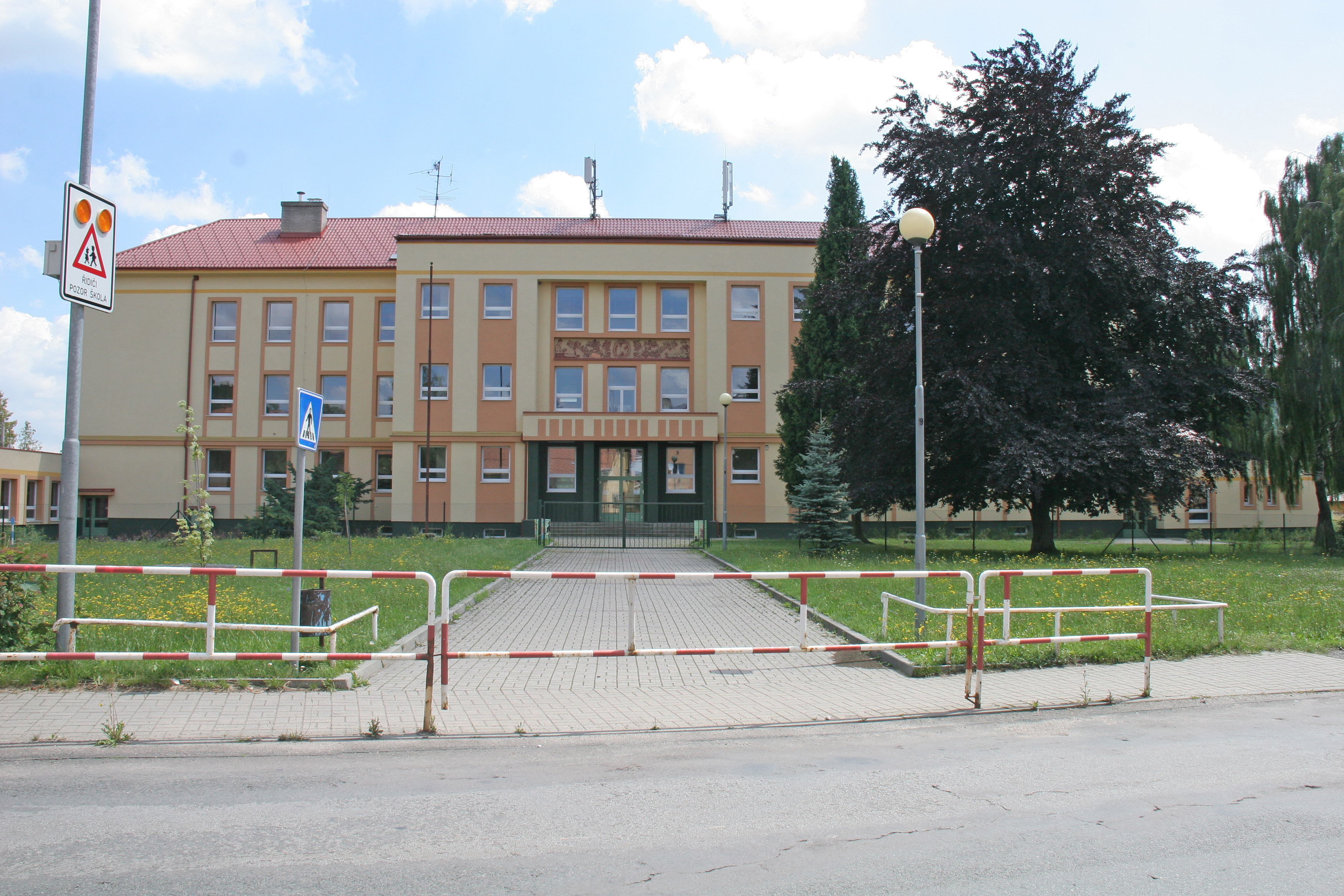
Schule

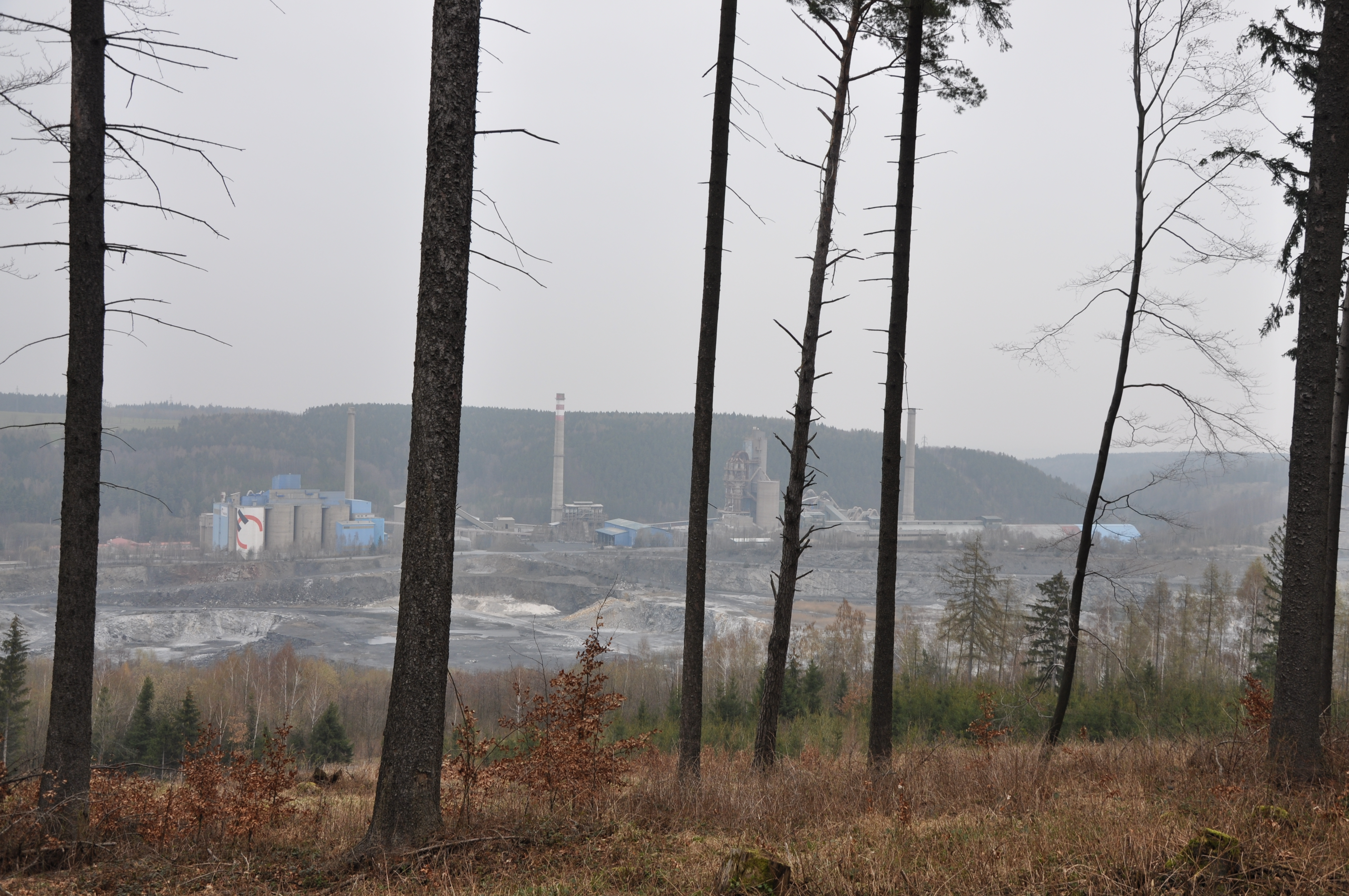
Blick über den Kalkbruch zur Zementfabrik

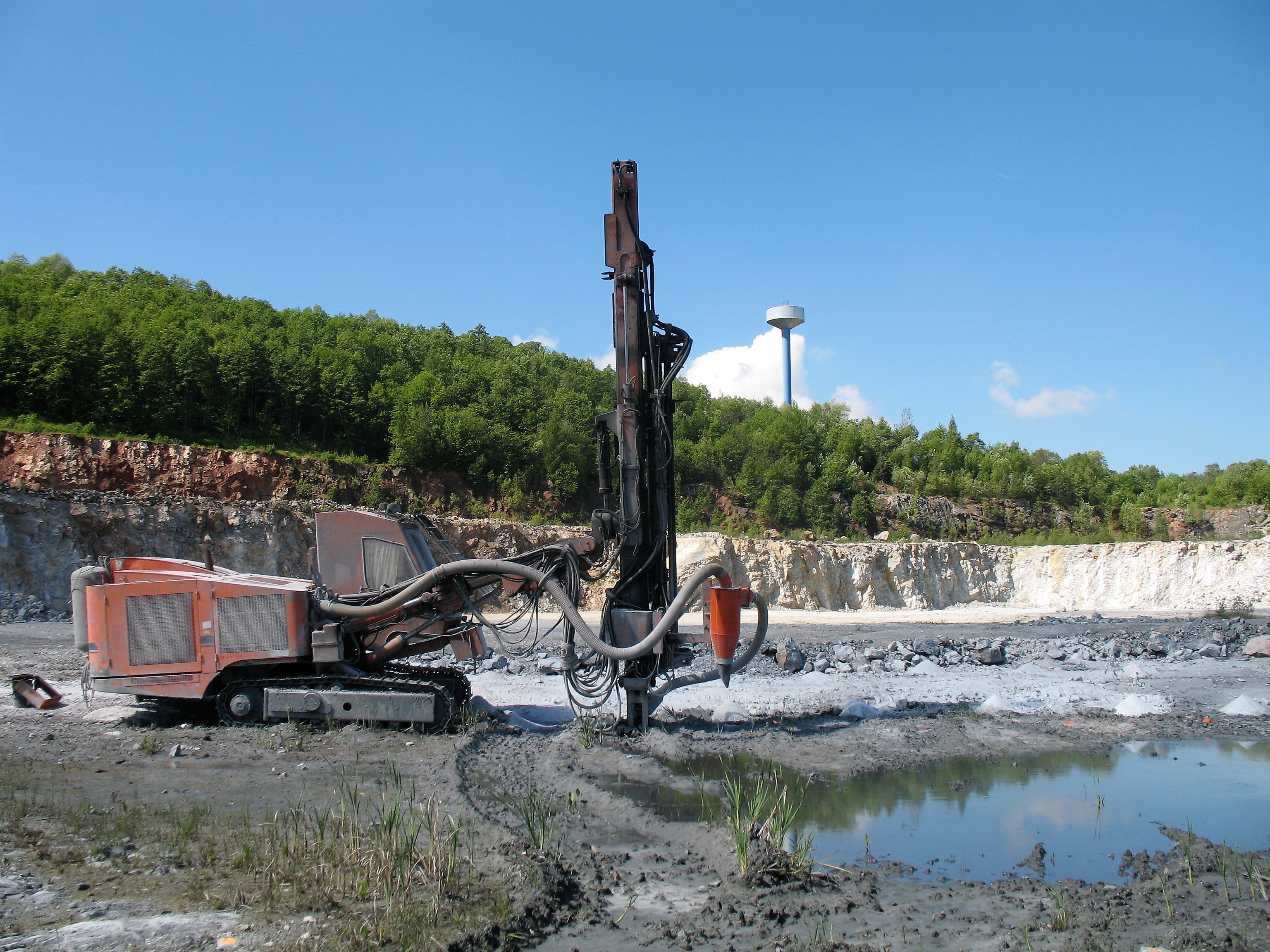
Kalkbruch

Prachovice (deutsch Prachowitz) ist eine Gemeinde in Tschechien. Sie liegt fünf Kilometer nordöstlich von Třemošnice und gehört zum Okres Chrudim.

## Geographie
Das von ausgedehnten Wäldern umgebene Dorf Prachovice befindet sich linksseitig des Baches Habřinka (Baukalker Bach) im Eisengebirge (Železné hory). Prachovice ist Endpunkt der Bahnstrecke Přelouč–Prachovice. Östlich des Ortes erstreckt sich am Hügel Boukalka ein ausgedehnter Kalksteinbruch, nordöstlich liegen die Werksanlagen der Zementfabrik. Im Südosten erheben sich die Bučina (606 m n.m.) und der Kozí hřbet (535 m n.m.), südwestlich der Prachovický kopec (485 m n.m.) und im Nordwesten der Na Kobylách (537 m n.m).
Nachbarorte sind Na Obíckách, Vyžice und Kostelec u Heřmanova Městce im Norden, Tasovice und Nerozhovice im Nordosten, die Wüstung Boukalka und Vápenný Podol im Osten, Nutice, Hrbokov, Holín, Mezný, Kovářov und Seč im Südosten, Kraskov und Skoranov im Süden, Starý Dvůr und Podhradí im Südwesten, Ohrádka, Rudov, Žlebské Chvalovice und Žlebská Lhotka im Westen sowie Pazderna, Zbyslavec, Míčov und Sušice im Nordwesten.

## Geschichte
Es wird angenommen, dass das Dorf aus einer Steinbrechersiedlung für den Bau der Lichtenburg hervorging. Die erste schriftliche Erwähnung von Prachovice erfolgte 1398 unter den Besitzungen der Lichtenburger. Bei der Teilung der Herrschaft Lichtenburg wurde das Dorf im 16. Jahrhundert dem Gut Stolany zugeordnet. 1608 verkaufte Kaiser Rudolf II. das Gut Stolany an Ladislaus Berka von Dubá, der es mit dem Gut Heřmanův Městec vereinigte. Nach dem Tod des kinderlosen Johann Dietrich Berka von Dubá fiel die Herrschaft Heřmanův Městec mit dem Gut Stolany 1636 dessen Schwester Anna Maria Josephine von Khysl zu. 1661 verkaufte sie die Herrschaft an Johann von Sporck. Nach dem Tod des Johann Wenzel von Sporck wurde die Herrschaft 1798 an Philipp Anton von Greiffenclau verkauft, ab 1828 gehörte sie den Fürsten Kinsky.
Im Jahre 1835 bestand das im Chrudimer Kreis gelegene Dorf Prachowitz aus 46 Häusern, in denen 361 Personen lebten. Die Obrigkeit unterhielt im Ort ein Hegerhaus, einen Holzplatz und zwei Kalköfen. Der bei Prachowitz aus dem Gebirge herausragende Kalkstock wurde regelmäßig abgebaut und lieferte guten Kalkstein und Marmor. Haupterwerbsquellen bildeten der Feldbau, die Viehzucht, das Brechen und Brennen von Kalk sowie Kalkfuhrdienste. Pfarrort und Schulort war Podol. Bis zur Mitte des 19. Jahrhunderts blieb Prachowitz der Allodialherrschaft Heřmanmiestetz untertänig.
Nach der Aufhebung der Patrimonialherrschaften bildete Prachovice/Prachowitz ab 1849 mit dem Ortsteil Boukalka/Baukalka eine Gemeinde im Gerichtsbezirk Chrudim. 1865 wurde in Prachovice in angemieteten Räumlichkeiten der Schulunterricht aufgenommen. Im Jahr darauf war das ebenerdige Schulhaus fertiggestellt. Ab 1868 gehörte die Gemeinde zum politischen Bezirk Chrudim. 1881 wurde das Schulgebäude aufgestockt. In den Jahren 1881–1882 entstand die Bahnstrecke Přelouč–Kalkpodol mit einer Güterzweigbahn von Tasovice nach Prachovice. Zeitgleich erfolgten auch der Bau der Bahnstrecke Čáslav–Závratec sowie einer fünf Kilometer langen Standseilbahn vom Kalkbruch des Grafen Kinsky bei Prachovice zum Kalkwerk Závratec und dem Bahnhof Závratec.
Im Jahre 1910 hatte das Dorf 838 Einwohner. Am 10. Juni 1920 nahm die ČSD nach 18-jährigen Bemühungen der Gemeinde auf dem Streckenabschnitt zwischen Tasovice und Prachovice auch den Personenverkehr auf. Beim Zensus von 1921 lebten in Prachovice 734 Personen. Im selben Jahr wurde im Schulgebäude eine Volksschule für Wirtschaft eröffnet. Nach der Aktion der deutschen Besatzer gegen die Basis der Partisanenbrigade Mistr Jan Hus bei Lipovec fanden von Januar bis April 1945 ca. 17 Partisanen in Prachovice ihren Unterschlupf.
1947 wurde Prachovice an die Stromversorgung angeschlossen. Wegen der Erweiterung des Kalkbruches wurde das Dorf Boukalka in den 1950er Jahren abgesiedelt. Im Zuge der Errichtung des Zementwerkes entstanden in Prachovice 280 Wohnungen für die Mitarbeiter. 1957 wurde die Seilbahn nach Závratec abgetragen. Im selben Jahr erfolgte der Bau einer neuen Schule sowie der Abbruch des alten Schulgebäudes. 1959 wurde der Kindergarten fertiggestellt, 1964 das Sportstadion eingeweiht. Mit der Unterstützung des Zementwerks entstanden in den 1970er Jahren 32 Einfamilienhäuser. Wegen der Vergrößerung des Kalkbruches wurde 1975 eine neue Straßenverbindung nach Vápenný Podol hergestellt, die südlich um die Bučina führt. Das mit dem Bau des zweiten Zementwerkes einhergehende Sozialprogramm führte in Prachovice u. a. zur Errichtung von 128 modernen Wohnungen, einem Unterkunftshaus mit 160 Betten und einem Gesundheitszentrum. Beim Zensus von 1980 lebten 1236 Personen in den 190 Häusern des Dorfes; 118 der Häuser waren Einfamilienhäuser. Das Kulturhaus Cementář wurde 1981 eröffnet. 2011 wurde der Personenzugverkehr zwischen Heřmanův Městec und Prachovice eingestellt.

## Gemeindegliederung
Für die Gemeinde Prachovice sind keine Ortsteile ausgewiesen. Zu Prachovice gehört ein Teil der Wüstung Boukalka.

## Kalkabbau und -verarbeitung
Die Gewinnung und Verarbeitung des Kalkstein begann wahrscheinlich mit dem Bau der Lichtenburg. Das Gestein wurde bis zur Mitte des 19. Jahrhunderts zu Staub gebrochen und in offenen Öfen mit Holzfeuerung gebrannt. 1864 errichtete Josef Klimpl einen Ringofen; im selben Jahre wurde in Prachovice unter Namen „První spolek k vyrábění vápna ve Vápenném Podole“ eine  Gesellschaft zur Kalkproduktion gebildet. 1873 wurde ein Zylinderofen erbaut.
Im Auftrag des Grafen Kinsky auf Heřmanův Městec errichtete die Österreichische Lokaleisenbahngesellschaft 1881 eine Standseilbahn vom Kinskyschen Kalkbruch zum Bahnhof Závratec, die mit einer Länge von fünf Kilometern seinerzeit die längste in Böhmen war. 1891 übernahm der Wiener Unternehmer David Berl die Transportseilbahn zusammen mit dem Kalkwerk Závratec; den Kalkbruch hatte Graf Kinsky bereits 1882 langfristig an Berl verpachtet. Außerdem gab es mit Josef Musil einen weiteren bedeutenden Kalkbruchunternehmer. In den 1920er Jahren wurde die Kalkbrennerei in Prachovice von der Firma J. Musil & Sohn betrieben. Josef Musil übergab 1932 wegen einer Erkrankung sein Unternehmen an die D. Berl – Kalkbrüche mit Sitz in Prag. Da die Kalkbrüche von D. Berl in dieser Zeit zunehmend unwirtschaftlich produzierten, suchte das Unternehmen die Fusion mit den Kalkwerken der Böhmischen Handelsgesellschaft in Vápenný Podol zu einer Aktiengesellschaft. Nach der Arisierung der Firma D. Berl mit Sitz in Prag im Jahre 1939 übernahm die Königshofer Cement-Fabrik AG deren Kalkbrüche. Aus den Prachovicer Kalkbrüchen der 1945 verstaatlichten Králodvorské cementárny a.s wurde die Prachovická cementárna a vápenice, n.p gebildet und den České cementárny a vápenice (CEVA) unterstellt. 1949 erfolgte die Baugenehmigung für eine Zementfabrik und eine Kalkbrennerei einschließlich der Verlegung von Teilen der Bahnlinie, der Zufahrtsstraßen und der Habřinka, die Erweiterung des Kalkbruches und Anlegung eines Hanges sowie die Errichtung einer Wohnsiedlung für die Angestellten. Die Zementfabrik nahm mit einigem Verzug im April 1956 ihren regulären Betrieb auf, 1958 ging die neue Kalkbrennerei in Betrieb.
Wegen stetig gestiegenen Zementverbrauchs wurde zwischen November 1974 und Juni 1980 in Prachovice eine zweite Zementfabrik aufgebaut. Zugleich erfolgte eine Modernisierung der alten Fabrik. Der Anstieg der Brennstoff- und Energiepreise, technische Probleme beim Parallellauf des alten und des neuen Werkes sowie eine Überschätzung des künftigen Zementbedarfs führte dazu, dass das alte Werk Anfang 1981 stillgelegt und konserviert, später sukzessive abgebrochen wurde. Mit dem Abraum des Kalkbruches wurden seit 1976 die Podoler Kalkbrüche verfüllt.
Nach der Samtenen Revolution wurde das Zementwerk im Januar 1990 von der GŘ CEVA Praha abgetrennt und zunächst als selbständiger Staatsbetrieb geführt. Im März 1991 erfolgte die Umwandlung in eine staatseigene Aktiengesellschaft mit dem Ziel der Privatisierung. Im Januar 1992 erwarb die schweizerische Holderbank Financière Glarus AG ein Drittel der Aktien, in den Folgejahren kaufte sie weitere Aktienpakete und erwarb damit die Majorität. Seit 2002 gehörte das Unternehmen zur Holcim, die es 2015 an die Cemex verkaufte.
Mit einer Ausdehnung von 111 ha ist der Kalkbruch Prachovice heute einer größten in Tschechien. Derzeit wird in sechs Etagen abgebaut. Als Abraumschüttplatz dient das ehemalige Kalkbruchgelände an der Boukalka bei Vápenný Podol.

## Sehenswürdigkeiten
- Kapelle Mariä Himmelfahrt, sie wurde ab 1888 erbaut und am 8. September 1891 von Bischofsvikar František Kvěch aus Přelouč geweiht. Den Altar schuf der Maler und Schnitzer Antonín Sucharda aus Nová Paka. Die Orgel fertigte die Firma Jan Tuček aus Kutná Hora; in den Jahren 1940 sowie 2001–2002 erfolgten Renovierungen.[7]
- Gedenkstein für die Opfer des Zweiten Weltkrieges
- Naturlehrpfad zur Geschichte des Kalkabbaus

## Söhne und Töchter der Gemeinde
- Jiří Kajínek (* 1961), verurteilter Doppelmörder und mehrfacher Gefängnisausbrecher, die Ungereimtheiten seines Falls waren Gegenstand des Filmes Akte Kajínek. Er wurde 2017 amnestiert.